# دوقلو

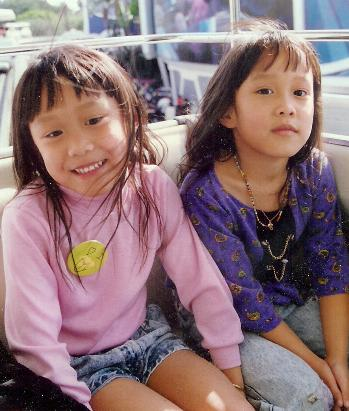

دوقُلو یا هَمزاد به دو فرزندی می‌گویند که از یک دورهٔ بارداری به دنیا می‌آیند. دوقلوها را می‌توان به دو گروه بخش‌بندی نمود. تک‌زاگی (همسان) که به دوقلوهایی گفته می‌شود که از یک تخمک لقاح یافته که پس از تقسیم به دو جنین تبدیل شده است، باشند و دوزاگی (ناهمسان) که به معنای دوقلوهایی است از دو تخمک جدا که توسط دو اسپرم جداگانه بارور شده‌اند، متولد شوند.

## دوقلوهای همسان
دوقلوهای همسان یا تک‌زاگی (به انگلیسی: Monozygotic ("identical") twins) به دوقلوهایی گفته می‌شود که از یک یاختهٔ زاگ واحد به وجود آمده باشند، بنابراین ماده ژنتیکی و ویژگی‌های ارثی آن‌ها مانند هم است. دوقلو یا همزاد به دو فرزندی می‌گویند که از یک دوره بارداری به دنیا می‌آیند.
هنگام اولین میتوزهای یاختهٔ زاگ ممکن است که یاخته‌های بنیادی یا تودهٔ درونی بلاستوسیست به بیش از یک بخش تقسیم شود در این حالت بیش از یک رویان شکل می‌گیرد که این رویان‌ها همسان هستند؛ قاعدتاً ژنوتیپ این رویان‌ها یکسان بوده اما الزاماً از لحاظ فنوتیپی به‌طور کامل شبیه یکدیگر نیستند برای مثال به علت برخوردهای پی‌درپی رویان‌ها با دیوارهٔ رحم مادر اثر انگشت این رویان‌ها معمولاً نایکسان است.
دوقلوها می‌توانند تک‌زاگی یا همسان باشند یا دوزاگی و ناهمسان. قطعاً در هنگام بارداری دوقلوهای تک‌زاگی جنسیت مشابه دارند ولی ممکن است جفت یا کیسهٔ آمنیوتیک واحد یا جدا داشته باشند.
دوقلوهای آینه‌ای: این گونه دوقلوها نتیجه فرآیندن شکفتن دیرتر از حد معمول یک تخمک بارور است (حدودا ۹ روز). دوقلوهای آینه‌ای مانند دوقلوهای همسان از ویژگی‌های بدنی یکسانی برخوردارند اما کاملاً برعکس یکدیگرند. این دوقلوها مانند یک نفرند که در آینه به تصویر خود نگاه می‌کند. اگر یکی از آنها روی ران چپ خود خال مادرزادی داشته باشد، دیگری دقیقاً عین همان خال را روی ران سمت راست خود دارد.
دوقلوهای آینه‌ای با روشی مشابه دوقلوهای همسان آغاز به رشد و تکوین می‌کنند (یک تخمک واحد و یک اسپرم منفرد با طول عمر بیشتر). دوقلوهای همسان بین روز دوم تا پنجم از هم جدا می‌شوند اما دوقلوهای آینه‌ای بعد از روز دهم.

## واژه‌شناسی
دوقلو احتمالاً یک واژهٔ ترکی به معنای همزاد یا دوپهلوست. اما در زبان عامیانه، از حروف ابتدایی این واژه یعنی (دو)، به اشتباه عدد ۲ برداشت شده است و به دنبال این برداشت اشتباه و با توجه به تعداد نوزدان متولدشده، واژگانی مانند سه‌قلو و چهارقلو نیز ساخته شد که همگی از اساس اشتباه هستند.
در فارسی سره به آن هَمال می‌گویند که از ریشه هَمول (Hamul) پهلوی و در اصل به معنای همتا و مانند است مانند بیت زیر از داستان ضحاک در شاهنامه که در وصف کیانوش و برمایه دوبرادر فریدون آمده است:
برادر دو بودش دو فرخ همال
ازو هر دو آزاده، مهتر به سال
یاختهٔ زاگ یا تخم (Zygote): یاختهٔ تشکیل‌شده پس از لقاح که در نهایت به رویان تبدیل می‌شود.